# اوینوپیدس
اوینوپیدس (به یونانی: Οἰνοπίδης)، (به انگلیسی: Oenopides of Chios)، ریاضیدان (هندسه دان) یونان باستان بود که حوالی سال ۴۵۰ میلادی می‌زیست. او اندکی پس از ۵۰۰ میلادی در جزیره خیوس به‌دنیا آمد اما بیشتر کارهای خود را در آتن به انجام رسانید.

## ستاره‌شناسی
مهمترین کار او به عنوان یک ستاره‌شناس محاسبه میل دائرةالبروج بود. که آن را ۲۴ درجه اعلام نمود.

## هندسه

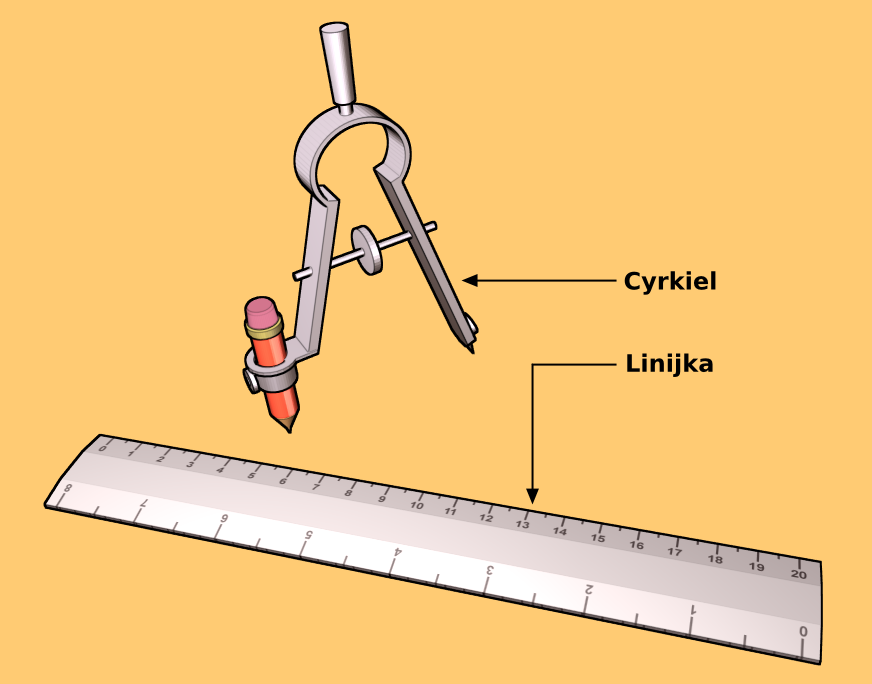
قطب نما و خط کش

به عنوان یک ریاضیدان، اوینوپیدس، واضع قانون خط کش و پرگار است. طبق این قاعده برخی از مسائل هستند که در حل آن فقط می‌توان از یک پرگار و یک خط‌کش که مدرج نشده است استفاده کرد.
یک نمونه از این سری مسائل عبارت است از:
- با استفاده از خط‌کش و پرگار، از نقطه‌ای واقع بر یک خط راست، خطی عمود بر آن رسم شود.